# 武家屋敷 (塩見縄手)
武家屋敷（ぶけやしき）は、島根県松江市北堀町塩見繩手にある博物館である。

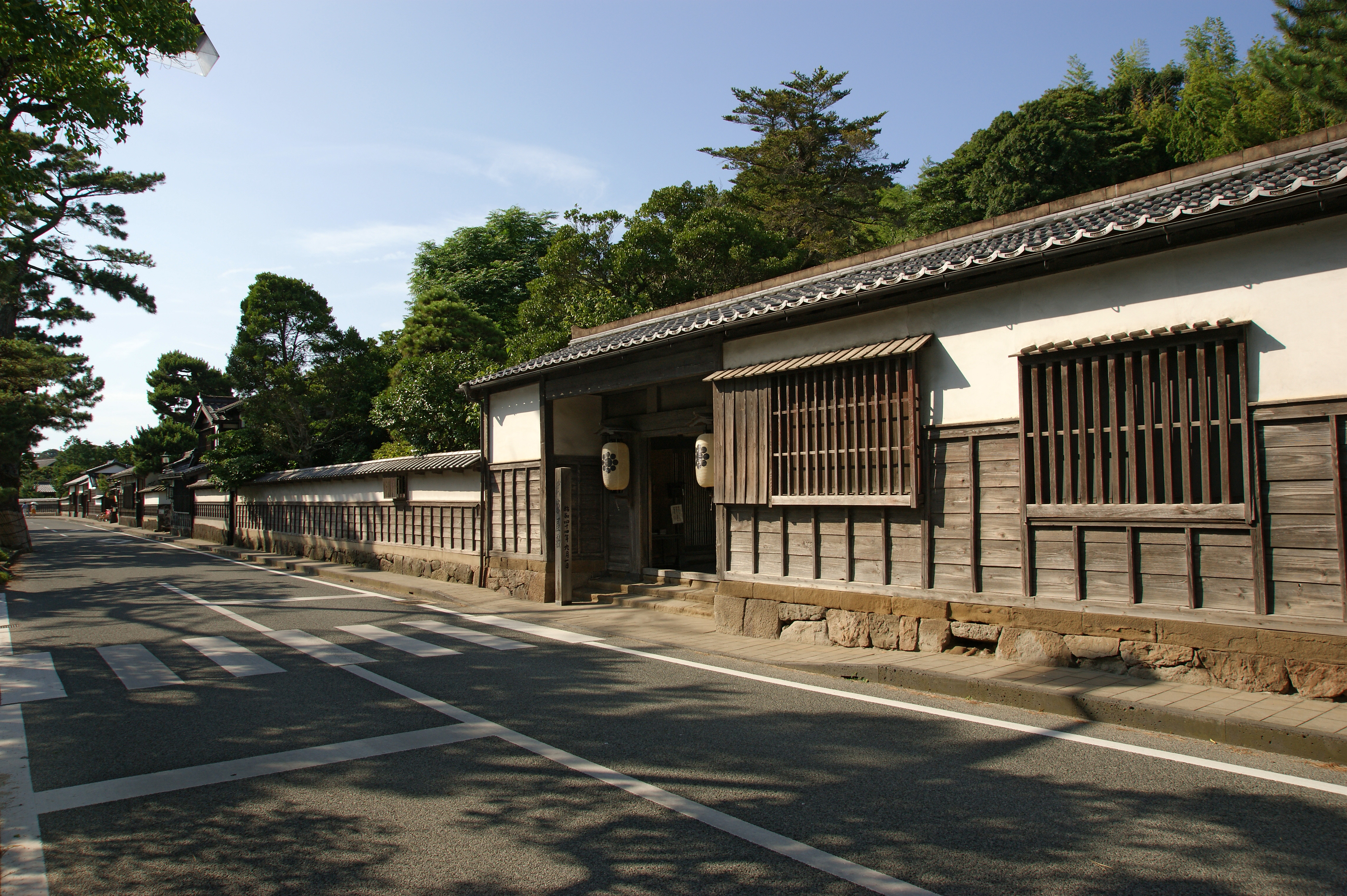
長屋門

## 概要
江戸時代において、侍町であった塩見縄手のほぼ中央に、現存する侍屋敷を資料展示施設に利用した博物館である。
面積が約70坪の母屋と中間の住居として用いられていた長屋と長屋門、ほかに裏門、庭園が現存し、建物は松江市の文化財に指定されている。
江戸時代中期、1733年（享保18年）の大火の直後に建てられたとされる。以来、明治維新まで松江藩の中級武士の住居として使用され、明治時代には漢学者の瀧川資言も居住した。
館内には刀、槍、薙刀などの武器、裃や化粧道具・お歯黒道具など武士の日用品が展示されている。

## 利用情報
- 開館時間
  - 4月～9月 - 8:30 ～ 18:30（入館は18:00まで)
  - 10月～3月 - 8:30 ～ 17:00（入館は16:30まで)
- 年中無休
- 所在地 - 〒 島根県松江市北堀町

### 交通アクセス
- 山陰本線 松江駅から松江レイクラインで15分、バス停「塩見縄手」下車、徒歩4分